# Gunnar Nu Hansen og Kai Berg gennem Amerika
Gunnar Nu Hansen og Kai Berg gennem Amerika er en dansk dokumentarfilm med ukendt instruktør.

## Handling
Denne artikel mangler et handlingsreferat. Hjælp os med at skrive det.